# Andrena taurus
Andrena taurus (лат.) — вид пчёл рода Andrena из семейства Andrenidae. Турция, Юго-запад, Abanoz (Rte Anamur Kazenci, 1200 м), горы Тавр (или Taurus Mountains, отсюда произведено видовое название).

## Описание
Длина менее 1 см. Andrena taurus можно отделить от всех других неметаллически окрашенных Notandrena по уплощенному наличнику (четко куполообразному у всех других видов) в сочетании с густо микроретикулированной и в крайнем случае неясно пунктированной поверхности тергитов (с четкими пунктировками у других видов). Самца можно дополнительно сравнить с A. langadensis Warncke, 1965, но размер тела меньше (9 мм у A. langadensis), а гонококсы образованы длинными округлыми апикальными зубцами (у A. langadensis таких зубцов нет). Самка внешне похожа на A. discordia (которая встречается вместе с A. taurus в симпатрии в горах Таурус) благодаря импунктатной поверхности тергитов, беловатым тергальным волоскам и коричневатым волоскам на скутуме и скутеллуме. Однако у A. discordia наличник четко куполообразный, тогда как у A. taurus он уплощен.
Andrena taurus относится к подроду Notandrena благодаря сравнительно короткой и широкой голове, пронотуму с плечевым углом (гораздо сильнее у самца), широкой щеке самца (шире, чем ширина сложного глаза), генитальной капсуле самца с клапанами пениса, сужающимися апикально, и частично желтой маркировке наличника. Вид не совсем типичен для Notandrena, так как тергиты неясно пунктированы, а имеющиеся разрозненные пунктировки исчезают в обильной микроретикуляции, присутствующей на тергитах. Однако морфология самцов убедительно относит этот таксон к данному подроду, хотя вершина наличника самца не имеет вздернутого края, как у более типичных видов Notandrena.